# Theme Park World
Theme Park World (Sim Theme Park in den USA und Brasilien) ist ein 1999 erschienenes Wirtschaftssimulations-Computerspiel der Firma Bullfrog Productions. Ziel des Spiels ist es, einen Vergnügungspark zu erstellen und zu leiten. Der Vorgänger war Theme Park und mit Theme Park Manager existiert ein Nachfolger.
Im Jahr 2000 erfolgte eine Portierung auf Mac OS durch Feral Interactive.

## Spielablauf
Es gibt zwei unterschiedliche Spielmodi: Action und Simulation.
Im Action-Modus wird z. B. automatisch geforscht und der Spieler startet bereits mit einem kleinen Park, der einige Attraktionen enthält, während man im Simulations-Modus einen leeren Park vorfindet und detailliertere Einstellungen vornehmen kann.

### Goldene Eintrittskarten/Schlüssel
Ein weiterer Unterschied des Simulations-Modus zum Action-Modus sind die Goldenen Eintrittskarten und Goldenen Schlüssel, mit denen man neue Attraktionen und Parks freischalten kann. Goldene Eintrittskarten erhält man zum Beispiel, wenn man eine hohe Achterbahn baut, eine bestimmte Anzahl von Besucher in den Park lockt (100/200...) oder andere außergewöhnliche Aktionen ausführt.
Mit goldenen Eintrittskarten kann man sich spezielle Attraktionen kaufen und bei drei goldenen Eintrittskarten bekommt man einen goldenen Schlüssel, womit man weitere Parks freischalten kann.

### Parks
Man hat vier verschiedene Themenparks zur Auswahl:
- Vergessene Welt (1 goldener Schlüssel benötigt)
- Halloween (1 goldener Schlüssel benötigt)
- Wunderland (3 goldene Schlüssel benötigt)
- Space Zone (5 goldene Schlüssel benötigt)

Jeder Park hat eine entsprechende Umgebung und auch das Aussehen z. B. der Attraktionen und Clowns richtet sich nach dem Thema des Parks.

## Rezeption
Das Spiel wurde trotz Hardware-Restriktionen erfolgreich auf die PlayStation portiert. Die Steuerung erfolgt problemlos ohne Maus mit dem PlayStation-Controller. Die Oberfläche sei simpel und gut handhabbar. Das Spiel sei detailverliebt. Die komplexen Zusammenhänge seien unkompliziert in der Handhabung. Der Einfallsreichtum mache Probleme mit der Framerate wett. Die grafische Aufwertung in der Version für PlayStation 2 sei nochmals schöner. Das Spielprinzip sei witzig und unterhaltsam. Die technische Ausführung auf der PlayStation sei mit Rucklern und langen Ladezeiten nicht gut umgesetzt. Auf der Nachfolgekonsole treten die Probleme nicht auf. Es handle sich um eine gelungene Wirtschaftssimulation, die jedoch Spieler nicht langfristig motiviere.